# ピノキオ3000
『ピノキオ3000』（原題：Pinocchio 3000）は、2004年のスペインのアニメーション映画。

## キャスト
- ソーニャ・ボール - ピノキオ
- ハワード・リュシュパン - ゼペット
- ホーウィー・マンデル - スペンサー
- ウーピー・ゴールドバーグ - サイバーイナ
- ジャン=クロード・ドンダ - マレーネ
- マルコム・マクダウェル - スカンボリ
- マット・ホランド - キャブ
- ジャック・ダニエル - ロド
- ボビー・エドナー - ザック
- ガブリエル・エルファシー - シンシア
- テレンス・スキャンメル - Scambocop